# Bloons TD 6
Bloons TD 6 (kurz BTD6) ist ein Tower-Defense-Spiel und der sechste Teil der Bloons-Tower-Defense-Reihe. Das Spiel wurde von dem neuseeländischen Entwicklerstudio Ninja Kiwi entwickelt und herausgegeben. Am 13. Juni 2018 erschien das Spiel erstmals als App für Android- und iOS-Geräte. Zu späteren Zeitpunkten erschienen über Steam weitere Versionen des Spiels für Windows und macOS.

## Spielprinzip
Bloons TD 6 ist ein Tower-Defense-Spiel der Bloons-Tower-Defense-Reihe. Das grundlegende Spielprinzip besteht daher darin, Gegner davon abzuhalten, das Ende eines vorgegebenen Weges zu erreichen. Wie in den Vorgängern sind diese Gegner Luftballons (genannt „Bloons“) und statt Geschütztürmen setzt der Spieler Affen auf die Spielkarte, die unter anderem mit Dartpfeilen die Bloons angreifen.
Stärkere Bloons mit mehr Lebenspunkten werden durch verschiedene Farben gekennzeichnet und bewegen sich schneller über die Karte oder können nicht von allen Affen getroffen werden. Die stärksten Bloons sind Zeppeline (genannt „Bloons der MOAB-Klasse“), die beim Platzen mehrere kleinere Bloons oder Bloons der MOAB-Klasse freilassen. Mit jedem geplatzten Bloon erhält der Spieler Geld. Mit diesem Geld kann der Spieler seine Affen durch Upgrades verbessern, sodass sie etwa schneller oder mehrere Bloons gleichzeitig angreifen. 
Eine Neuerung in Bloons TD 6 ist, dass die Affen anstatt zwei nun drei Upgradepfade besitzen, die Spezialisierungen in ihren Angriffen erlauben. So kann der Alchemisten-Affe in seinem ersten Upgradepfad alle anderen Affen in seiner Umgebung schneller angreifen lassen; in seinem dritten Upgradepfad kann er stattdessen die Bloons in Gold verwandeln, sodass sie beim Platzen mehr Geld hinterlassen. Auch neu sind die Helden-Affen. Diese haben keine Upgradepfade, sondern sie erhalten weitere Fähigkeiten durch einen Levelaufstieg. Der Level eines Helden steigt automatisch ohne Geld ausgeben zu müssen, durch Geld kann der Levelaufstieg jedoch beschleunigt werden. Pro Spiel kann nur ein Held auf das Spielfeld gesetzt werden. (Im Multiplayer Modus 1 Held pro Spieler)

## Entwicklung und Veröffentlichung
Bloons TD 6 wurde vom neuseeländischen Entwicklerstudio Ninja Kiwi entwickelt und herausgegeben. Der Soundtrack des Spiels wurde von Tim Haywood komponiert.
Bloons TD 6 wurde am 29. März 2017 von Ninja Kiwi angekündigt. Sie kündigten an, dass das Spiel noch im selben Jahr für Android- und iOS-Geräte erscheine. Allerdings wurde das Erscheinungsdatum nach hinten verschoben und am 13. Juni 2018 erschien das Spiel erstmals als App für Android- und iOS-Geräte. Später erschien das Spiel schließlich für den PC über Steam. Die Windows-Version des Spiels erschien am 17. Dezember 2018, während das Spiel am 13. März 2020 für macOS erschien. Bloons TD 6 ist das erste Spiel der Bloons-Tower-Defense-Reihe, das keine kostenlose Flash-Version erhielt.

## Rezeption
Bloons TD 6 erhielt größtenteils gemischte bis positive Bewertungen.
Dennis Zirkler von GameStar lobte im Vergleich zu anderen Tower-Defense-Spielen die große Anzahl an Türmen und die Taktiken, die durch das Zusammenspiel verschiedener Türme ermöglicht werden. Hingegen kritisierte Harry Slater der Website Pocket Gamer am Spielprinzip, dass Bloons TD 6 nicht viel Neues in die Bloons-Tower-Defense-Reihe einbringe, und bewertete das Spiel als durchschnittliches Tower-Defense-Spiel.
Während Slater den Schwierigkeitsgrad als zu einfach einstufte, lobten Zirkler und Alex Rennie der Computerspielwebsite Gamezebo, dass durch die große Anzahl an Spielkarten und die verschiedenen Schwierigkeitsgrade für jeden Spieler eine richtige Schwierigkeit gebe.
Durchweg gelobt wurde der Umfang des Spiels und, dass das Spiel regelmäßig Updates erhalte und es daher für Fans von Tower-Defense-Spielen ein gutes Preis-Leistungs-Verhältnis habe.

## Verkaufszahlen
Die Version des Spiels für Android-Geräte wurde über 1 Million Mal verkauft.
Für die Version des Spiels für iOS-Geräte sind keine genauen Verkaufszahlen bekannt. Jedoch veröffentlicht Apple im Dezember jedes Jahres eine Liste der meistverkauften Apps und Spiele des Jahres. Bloons TD 6 debütierte 2018 auf Platz 4 der Liste der meistverkauften kostenpflichtigen Spiele für das iPhone und auf Platz 6 dieser Liste für das iPad. 2019 landete Bloons TD 6 auf Platz 4 bzw. Platz 3 dieser Listen und 2020 auf Platz 5 bzw. Platz 3.
Auch für die Steam-Version des Spiels für Windows und macOS sind keine genauen Verkaufszahlen bekannt. Da Steam aber zumindest die gleichzeitigen Spielerzahlen seiner Spiele veröffentlicht, ist bekannt, dass seit Ende 2020 die Spielerzahlen stark angestiegen sind. Der bisherige Höchststand war am 21. März 2021, an dem etwa 54.000 Spieler zum selben Zeitpunkt Bloons TD 6 spielten.
Wegen der hohen Verkaufszahlen des Spiels ernannte 2019 die New Zealand Game Developers Association Ninja Kiwi mit Bloons TD 6 neben Grinding Gear Games (mit Path of Exile) und Little Lost Fox (mit Valleys Between) zu den drei wichtigsten Treibern der neuseeländischen Videospielindustrie.